# Oko proroka czyli Hanusz Bystry i jego przygody (serial telewizyjny)
Oko proroka czyli Hanusz Bystry i jego przygody – polski serial przygodowy w reżyserii Pawła Komorowskiego, zrealizowany na podstawie powieści Władysława Łozińskiego (serial pokazywany także pod tytułem "Diament śmierci").

## Fabuła
Akcja serialu toczy się w latach dwudziestych XVII wieku. Bohaterem jest kilkunastoletni chłopiec Hanusz Bystry, który mieszka na południu Polski. Ojciec Hanusza jest furmanem, który prowadzi kupieckie karawany. Za zaoszczędzone pieniądze wydzierżawił zajazd, który po ostatnich spłatach ma się stać jego własnością. Niestety wojna przerywa handel i na wykupienie zajazdu brakuje pieniędzy

## Obsada
- Edward Lubaszenko – Marek Bystry, ojciec Hanusza
- Elżbieta Karkoszka – Matka Hanusza
- Andrzej Balcerzak – Kupiec Heliasz
- Józef Nalberczak – niemy Woroba
- Emir Buczacki – Ormianin
- Lubomir Cwetkow – Hanusz Bystry
- Zbigniew Borek – Kozak Semen Bedryszko
- Wiesław Gołas – Kozak Midopak, wspólnik Semena
- Tadeusz Szaniecki – starosta

## Tytuły odcinków
- odcinek 1 – Sam na świecie
- odcinek 2 – Ojciec Hanusza
- odcinek 3 – Przeklęty diament
- odcinek 4 – Dwaj bracia
- odcinek 5 – Przyjaciele